# David Jacob van Lennep (1774-1853)
David Jacob van Lennep (Amsterdam, 15 juli 1774 – aldaar, 11 februari 1853) was hoogleraar Latijn en Grieks aan het Amsterdamse Athenaeum Illustre en dichter van Nederlandse en Neolatijnse gedichten.

## Leven
David Jacob van Lennep was lid van de familie Van Lennep en zoon van Cornelis van Lennep (1751-1813) en Cornelia Henrietta van de Poll (1753-1827). 
David bracht zijn kleutertijd door op een gewone volksschool omdat zijn vader voorstander was van onderwijs zonder standenonderscheid.
Hij bezocht in Amsterdam van zijn 5e tot 10e jaar de Franse kostschool en vervolgens de Latijnse school waar Richéus van Ommeren rector was en klasgenoot was van Matthijs Siegenbeek: later de eerste hoogleraar in de Nederlandse taal en welsprekendheid.
Hij was grappig en ondeugend; zo maakte hij namaak-ratten, zette die op de kamers van de dienstmeisjes, die gillend ervandoor gingen. Ook stak hij zevenklappers in turven, zodat deze ontploften, wanneer zij in het vuur werden gelegd.
In 1790 werd hij ingeschreven als student aan het Amsterdamse Athenaeum Illustre en volgde colleges in de rechten en in de klassieke talen. In 1793 schreef hij een dissertatie De loco Ciceronis qui est de finibus bonorum. Daarna zette hij zijn studie voort in Leiden, aangezien hij in Amsterdam niet kon afstuderen. In 1796 promoveerde hij op stellingen tot doctor in de beide rechten en vestigde hij zich als advocaat in Amsterdam. In 1799 volgde hij Daniël Wyttenbach op als hoogleraar aan het Athenaeum Illustre in Amsterdam met de leeropdracht Grieks, Latijn, geschiedenis, welsprekendheid en oudheden. 
Later was hij een belangrijk raadsman voor politici.
David Jacob trouwde op 30 september 1800 met de 22-jarige bankiersdochter Cornelia (Keetje) Christina van Orsoy in de Waalse Kerk in Amsterdam. Het huwelijksfeest werd gevierd op  hofstede Voorland van haar stiefvader Pieter van Winter , lid van de familie Van Winter. Ze kregen in 1802 zoon Jacob, de latere schrijver, en dochter Anna Louisa (Antje). Na Keetjes dood in 1816 hertrouwde hij in 1819 met Anna Catharina van de Poll (1791-1860), lid van de familie Van de Poll. Met Anna kreeg hij nog negen kinderen: drie dochters en zes zonen.

## Dichter
Van zijn vader erfde Van Lennep het buiten Manpad bij Heemstede, waar hij de zomers doorbracht. Hij was zeer gehecht aan dit huis en het buitenleven, waarover hij veel dichtte. Van Lennep was een van de laatste Nederlanders die nog echt de vaardigheid hadden Neolatijnse gedichten te maken. Hij was actief in de Amsterdamse gezelschappen Concordia et Libertate en Libertate et Concordia. In 1790 debuteerde hij met Carmina juvenilia (‘Jeugdgedichten’), dat zijn vader voor hem liet uitgeven ter gelegenheid van zijn eindexamen, en in 1796 volgde de bundel Rusticatio Manpadica (‘Het landleven op het Manpad’). Hierin staan tien elegieën en een gedicht in 216 hexameters. In 1850 verscheen de Poematum fasciculus (‘Bundeltje gedichten’), waarin onder meer het gedicht ‘Ad Villae Manpadicae arbores’ (‘Aan de bomen van het Manpad’) staat, dat door zijn zoon Jan Hendrik in het Nederlands werd vertaald. David Jacob van Lennep was ook actief als Nederlandstalig dichter, onder meer in het Leidse genootschap Kunst Wordt Door Arbeid Verkreegen. In 1826 bracht hij Hollandsch duinzang uit. Een verzamelbundel van zijn Nederlandse gedichten verscheen in 1844: Gedichten van Mr. D.J. van Lennep.

## Professor
Als hoogleraar hield Van Lennep zich vooral bezig met doceren, als wetenschapper was hij minder actief. Hij stond bekend als een goed docent die vele studenten trok. Hij sprak een uitstekend verzorgd Latijn en sprak dan ook de herdenkingsrede uit bij het tweehonderdjarig bestaan van het Athenaeum Illustre in 1832. Hij beschouwde de Oudheid als een leerschool op zedelijk en esthetisch gebied.
Zijn liefde voor het buitenleven bracht bij Van Lennep een speciale belangstelling teweeg voor het leerdicht Werken en dagen van Hesiodus. Hij maakte er een vertaling van in Nederlandse hexameters (Amsterdam 1823, herdr. 1834). Hesiodus was eigenlijk ook de enige auteur met wie Van Lennep zich als klassiek filoloog bezighield. Zijn edities van de Theogonie en van de Werken en Dagen verschenen in respectievelijk 1843 en 1847, die van het aan Hesiodus toegeschreven Schild van Hercules postuum in 1854, bezorgd door J.G. Hulleman.
Van Lennep correspondeerde met veel collega-wetenschappers in het buitenland en bleef zo goed op de hoogte van de ontwikkelingen in de geesteswetenschappen. Nadat Jean-François Champollion het Egyptische hiërogliefenschrift had ontcijferd, verdiepte hij zich in het oude Egypte en gaf er college over. Hij wordt beschouwd als de eerste Nederlandse egyptoloog en de leermeester van Caspar Reuvens.

## Bestuurlijk werk
In 1808 werd Van Lennep – aanvankelijk met tegenzin – benoemd tot lid van de tweede klasse van het Koninklijk Instituut van Wetenschappen en later bibliothecaris. Maar toen koning Lodewijk Napoleon aandrong weigerde hij niet langer, en gaf hij de vorst zelfs een tijdlang Nederlandse les op Paleis Het Loo. Maar vooral na de Napoleontische tijd was Van Lennep actief buiten de universiteit. Hij nam in 1813 zitting in het provisionele bestuur van Amsterdam, en maakte in de jaren 1814-1815 deel uit van de staatscommissie die een regeling ontwierp voor het hoger onderwijs dat leidde tot het Organiek Besluit van 1815. In 1815 werd Van Lennep bovendien lid van de Provinciale Staten van Holland.

## Laatste jaren
In 1838 legde Van Lennep een deel van zijn functies als professor neer, maar bleef hij een aantal colleges geven. Op 19 november 1849 vierde hij zijn 50-jarig jubileum, waarbij hij zijn afscheidscollege hield. Hij overleed na een korte ziekte op 11 februari 1853 en werd begraven in Heemstede. Op 11 april van dat jaar hield H.J. Koenen een lijkrede op David Jacob van Lennep in het Athenaeum Illustre. Zijn zoon Jacob van Lennep verzamelde diverse bescheiden en biografische gegevens in Het leven van Mr. D.J. van Lennep, beschreven in verband met zijn tijd, toegelicht uit zijn gedichten en vermeerderd met ongedrukte brieven en bescheiden (twee delen, Amsterdam 1862).
Anna overleed in 1860.